# Édouard Rod

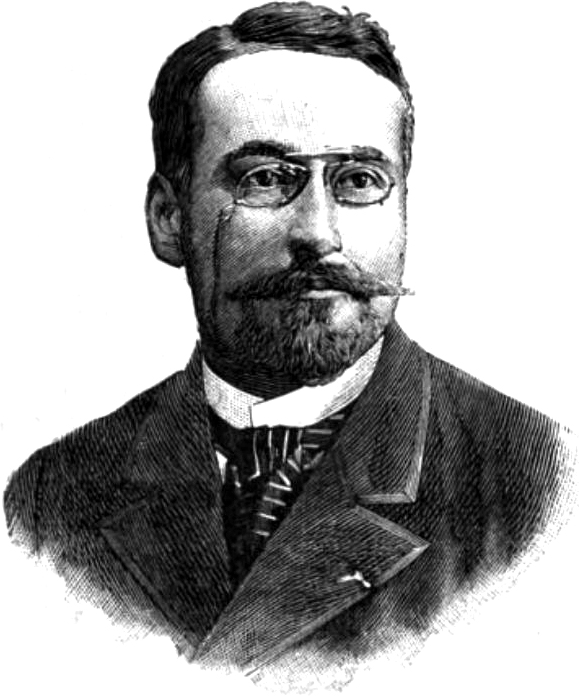
Édouard Rod.

Édouard Rod (Nyon, Cantón de Vaud, 31 de marzo de 1857 - Grasse, Alpes Marítimos, 29 de enero de 1910), novelista suizo valdense de expresión francesa.

## Biografía
Estudió en la Universidad de Lausana, donde hizo su tesis sobre la leyenda de Edipo (Le développement de la légende d'Œdipe dans l'histoire de la littérature), y en Berlín, donde se entusiasmó con la filosofía de Arthur Schopenhauer y la música de Richard Wagner. En 1878 se trasladó a París. Como escritor, su pesimismo, su talante poético y las preocupaciones morales fruto de su educación protestante le fueron alejando poco a poco del Naturalismo de Émile Zola para centrarse en el Espiritualismo ya en La Course à la mort (1885), donde, influido por la filosofía de Schopenhauer, abandona el naturalismo literario por el análisis de los motivos morales. Da lo mejor de sí mismo al presentar casos de conciencia y conflictos entre la pasión y el deber, resueltos con las virtudes de la resignación y la renuncia; así ocurre también el la siguiente de sus novelas, la más famosa, El sentido de la vida (1889); a ello colaboró la traducción de las primeras novelas de León Tolstoy al francés por parte de Elémir Bourges. En 1884 se convirtió en editor de la Revue Contemporaine y colaboró en numerosos periódicos (Revue Réaliste, Le Figaro, Journal des Débats, Revue des Deux Mondes, Revue Wagnérienne y, en Suiza, la Semaine Littéraire); en 1887 sucedió a Marc Monnier como profesor de literatura comparada en la Universidad de Ginebra hasta 1893. Escribió ensayos sobre Dante Alighieri, Stendhal, Giacomo Leopardi, Wolfgang Goethe y otros autores.

## Obras

### Narrativa
- Les Allemands à Paris (1880).
- Palmyre Veulard (1881).
- Les Protestants. Côte à côte (1882)
- La Femme d'Henri Vanneau (1884)
- La course à la mort (1885).
- Le sens de la vie (1889).
- Trois cœurs (1890).
- Le Sacrifice (1892).
- La Vie privée de Michel Teissier (1893).
- La Seconde Vie de Michel Teissier (1894).
- Le Silence (1894).
- Les Roches blanches (1895).
- Le Dernier Refuge (1896).
- L'Innocente (1897)
- Là-haut (1897)
- Le Ménage du pasteur Naudi (1898), un estudio sobre la Francia protestante.
- Mademoiselle Annette (1901)
- L'eau courante (1902).
- L'Inutile effort (1903).
- Un Vainqueur (1904).
- L'Indocile (1905).
- L'Incendie (1906).

### Ensayos
- Le développement de la légende d'Oedipe dans l'histoire de la littérature (1897)
- À propos de l'Assommoir (1879)
- Lamartine (1883)
- Les Idées morales du temps présent (1897
- Essai sur Goethe (1898)
- Stendhal (1892)
- L'Affaire J.-J. Rousseau 1906.
- Études sur le 19. siècle. Paris 1892.
- Nouvelles études sur le 19. siècle. Lausanne: Editorial Payot, 1899.
- Reflets D'Amerique 1905.
- Giacomo Leopardi: les préraphaélites anglais, Richard Wagner et l'esthétique allemande, Victor Hugo, Garibaldi, les véistes italiens, M. E. De Amicis, la jeunesse de Cavour, Librairie Académique Didier, Perrin et Cie., 1984.

### Teatro
- Le Réformateur, (1906), drama en tres actos sobre un episodio de la vida de Juan Jacobo Rousseau.